# Guan Yu
En aquest nom xinès, el cognom és Guan.
Guan Yu (xinès: 關羽; Guān Yǔ) va ser un general militar sota el senyor de la guerra Liu Bei durant els darrers anys de la Dinastia Han Oriental i el període dels Tres Regnes de la història xinesa. Va tenir un paper important en la guerra civil que va conduir a la caiguda de la dinastia Han i l'establiment del Regne de Shu Han, del qual Liu Bei va ser el primer emperador.
Una de les més conegudes figures històriques xineses a tota l'Àsia oriental, les històries de la seva vida han donat pas a ficcions que en la seva majoria es troben a la novel·la històrica del Romanç dels Tres Regnes o que han sigut transmeses a través de generacions, en les quals les seves obres i les qualitats morals han estat molt exagerades.
Guan Yu va ser deïficat a la Dinastia Sui i continua sent adorat pel poble xinès avui en dia, especialment a Hong Kong. Si bé es considera com l'epítom de la lleialtat i la justícia, Guan Yu ha estat criticat pels historiadors per ser arrogant i vanitós, qualitats que eventualment conduïren al seu ocàs a mans de Sun Quan, senyor de Wu Oriental.

## En la ficció
La novel·la històrica el Romanç dels Tres Regnes de Luo Guanzhong glorificà a Guan retratant-lo com un guerrer just i lleial. Guan va ser un dels personatges més alterat i engrandits en la novel·la, cosa que va suposar la seva imatge popular a la societat xinesa. El següent són algunes històries rellevants de Guan en la novel·la:

### Primers anys
En el capítol 1, Liu Bei, Guan i Zhang Fei es troben en el comtat Zhuo i feren un jurament de fraternitat en el llegendari Jardí de Préssec, convertint-se així en germans de jurament. Guan va ser qualificat el segon en antiguitat entre els tres. El jurament va ser un principi rector per a Guan i va influir en gran part de la seva vida posterior. Guan es va aferrar al seu jurament fins que va morir i va ser sempre fidel als seus germans de jurament.
En el capítol 5, Guan es fa un nom matant l'aparentment "invencible" guerrer Hua Xiong en la campanya contra Dong Zhuo. Més tard, els germans de jurament desafien al poderós guerrer Lü Bu a la batalla del Pas de Hulao i aconsegueixen obligar-lo a retirar-se tot i que eren incapaços de derrotar-lo.

### Curt servei sota Cao Cao
En el capítol 25, Cao Cao ataca el territori de Liu Bei de la província de Xu i derrota a l'exèrcit de Liu. Els germans de jurament són temporalment separats. Guan era a càrrec de defendre Xiapi, on les esposes de Liu eren allotjades. Guan va ser atret fora de la ciutat i va ser assetjat en un turó proper, mentre que la ciutat va caure davant les tropes de Cao. Cao va manar a Zhang Liao per persuadir a Guan de rendir-se. Guan estava preocupat per la seguretat de les seves cunyades i va veure això com la seva responsabilitat. Després de molta consideració, Guan va acordar lliurar-se a Cao amb tres condicions:
1. Tècnicament, Guan se rendeix a l'Emperador Xian (que en realitat era un governant titella controlat per Cao Cao) i no a Cao.
2. Les esposes de Liu Bei no han de ser maltractades de cap manera. Han de ser tractades amb ple respecte i honor.
3. Si Guan descobreix el parador de Liu Bei (el destí del qual es desconeix després de la batalla), un dia deixarà a Cao Cao per reunir-se amb el seu germà de jurament.

Cao va estar d'acord amb les condicions, encara que se sentia inquiet per l'última de les tres. Guan es va lliurar a Cao Cao i per servir-lo durant un curt període. Cao va tractar a Guan amb el major respecte i li va donar diversos regals, luxes i dones, així com el famós cavall Llebre Roja, el qual n'havia pertangut a Lü Bu. Guan no va ser molt agraït cap als altres regals de Cao, però quan Cao li va dar el cavall, Guan es va agenollar i va donar-li efusivament les gràcies. Quan Cao li va preguntar la raó, Guan va respondre, "Senyor, li estic molt agraït pel cavall, perquè amb ell podré arribar en un breu període al meu germà de jurament si mai sé on és."
També en el capítol 25, durant la batalla entre les forces de Cao Cao i el senyor de la guerra Yuan Shao en les riberes del riu Groc, els generals de Cao eren derrotats pel general de Yuan Yan Liang. Cao volia enviar a Guan per desafiar a Yan, però dubtava perquè no sabia si Guan volia fer cap contribució. Guan havia dit prèviament que anava a mostrar la seva gratitud cap a Cao fent algunes contribucions durant el període que li estava servint. No obstant això, Cao va enviar a lluitar a Guan contra Yan Liang; i Guan va sortir victoriós, matant a Yan i tornant amb el cap del mateix entre les mans. En el següent capítol, Wen Chou, altre dels generals de Yuan Shao, arriba per venjar a Yan Liang. Wen derrota a uns pocs dels millors homes de Cao, incloent Zhang Liao i Xu Huang. Guan vista la situació va fer llavors una altra gran aportació a Cao, una vegada més, matant a Wen.

### Creuant els Cinc Passos i Matant Sis Generals

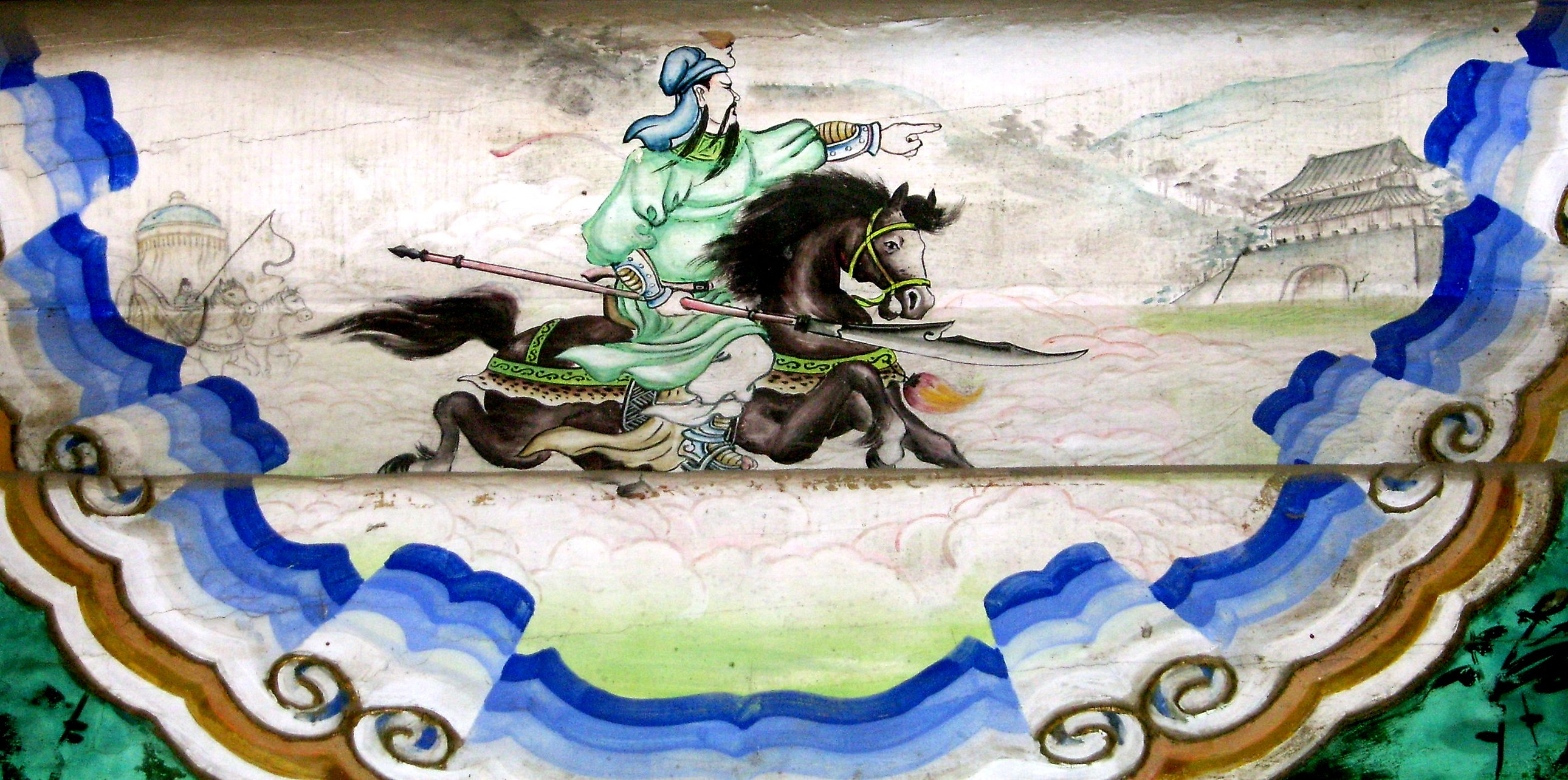
Mural de Guan Yu cavalcant a soles durant milers de quilòmetres (千里走單騎) al Palau d'Estiu

En el capítol 26, Guan finalment va rebre notícies que Liu Bei era viu i en el campament de Yuan Shao. Guan va decidir deixar a Cao Cao juntament amb les esposes de Liu per reunir-se amb el seu germà de jurament. Guan va intentar d'acomiadar-se en persona de Cao abans de partir, però Cao no li va donar l'oportunitat de fer-ho. Frustrat, Guan finalment va escriure una carta de comiat a Cao i se'n va anar. No se'n va emportar cap dels luxes i regals que Cao li havia donat, exceptuant Llebre Roja. Fins i tot va renunciar al seu títol de Marquès de Hanshou deixant enrere el seu segell oficial. Els subordinats de Cao consideraven que Guan Yu s'havia comportat de forma massa grollera i arrogant, en anar-se'n sense acomiadar-se i volien perseguir-lo per portar-lo de tornada. Això no obstant, Cao sabia que ningú podia aturar Guan i va donar ordres als oficials al llarg del camí de deixar passar Guan.
Guan cavalcava al costat d'un carro que portava a les seves cunyades, les acomboiaria de manera segura fins al final. El primer pas al qual van arribar va ser el pas de Dongling (sud de l'actual Dengfeng, Henan). L'oficial de guàrdia Kong Xiu es va negar a permetre-li el pas, ja que Guan no en tenia els permisos oficials amb ell. Enfurismat, Guan va matar Kong i es va obrir camí a través del pas.
Ells arribaren com a següent destinació a la ciutat de Luoyang. El governador Han Fu va dirigir 1.000 homes per bloquejar-li el pas a Guan. El subordinat de Han Meng Tan va desafiar a Guan a un duel però va ser tallat en dos per Guan. Mentre Guan era lluitant amb Meng, Han d'amagat li va apuntar i li va disparar una fletxa. La fletxa va impactar el braç de Guan i el va ferir, però Guan tragué la fletxa de la ferida i va procedir a matar Han. Els soldats en xoc de seguida van donar pas a Guan i el grup de Guan va passar de forma estàlvia.
El grup de Guan va arribar al Pas de Sishui (nord de l'actual Xingyang, Henan). L'oficial de guàrdia Bian Xi els va rebre de forma càlida i va invitar a Guan a una festa en el temple que havia fora del pas. De fet, Bian havia ordenat a 200 homes preparar una emboscada a l'interior del temple per matar a Guan. Afortunadament, un dels monjos anomenat Pujing, que també era de la ciutat natal de Guan, va donar a entendre a Guan del perill ocult. L'emboscada va fracassar i Guan va matar Bian, i va travessar el Pas de Sishui.
El governador de Xingyang, Wang Zhi, va adoptar un esquema similar per matar Guan. Com Bian Xi, va simular donar-los una benvinguda a Guan i a la seva comitiva i els va dirigir a una estació de correuo perquè pogueren establir-se de nit. Després d'això, Wang va ordenar al seu subordinat Hu Ban d'encapçalar uns 1.000 homes per envoltar l'estació en secret i calar-li foc al mig de la nit. Curiós de com era l'aparença de Guan, Hu donà una ullada a Guan. Guan es va adonar de Hu i el va convidar a entra a la seva habitació. Guan havia conegut al pare de Hu amb anterioritat i portava una carta d'ell. Se la va donar a Hu, que després de llegir la carta de son pare va decidir ajudar a Guan. Hu va revelar el malvat pla de Wang Zhi i va obrir les portes de la ciutat en secret perquè Guan i el seu grup l'abandonaren. Wang va abastar al grup una estona després però Guan va regressar cap enrere i el va matar.
La comitiva de Guan finalment van arribar a un ferri en la riba sud del riu Groc. Qin Qi, l'oficial a càrrec, es va negar a permetre l'encreuament del riu i va ser mort per un Guan ple d'ira. Guan i el seu grup van creuar aleshores el riu amb seguretat i van endinsar-se en els dominis de Yuan Shao. Això no obstant, aviat es van adonar que Liu Bei ja no hi era en els territoris de Yuan, i que ja s'havia anat a Runan. Guan i els altres, van emprendre després un llarg viatge de tornada i es van reunir finalment amb Liu i Zhang Fei a Gucheng.

### Alliberant a Cao Cao al Sender Huarong
En el capítol 50, després de la seva derrota a la batalla dels Penya-segats Rojos, Cao Cao escapa amb els seus homes supervivents cap a la ciutat de Jiangling. L'estrateg de Liu Bei Zhuge Liang havia previst la derrota de Cao Cao i predigué la ruta d'escapament. Ell va ordenar a Guan de dirigir uns 5.000 homes i fer-li una emboscada al llarg del Sender Huarong, a una drecera estreta i directa del bosc que conduïa a Jiangling.